# Carrozzeria Barbi
La Carrozzeria Barbi è stata un'azienda italiana fondata nel 1905 a Concordia sulla Secchia in provincia di Modena, specializzata nella realizzazione di autobus granturismo.

## Storia
Fondata nel 1905 da Galileo Barbi come piccola officina artigiana per la produzione di carrozze a cavalli nella piccola frazione di Fossa, nel 1910 l'azienda fu trasferita a Concordia sulla Secchia.
Già dopo poco l'azienda vinse l'Esposizione Internazionale di Parigi nel 1911 per la qualità e la comodità delle carrozze prodotte.
Nel 1927, con l'avvento della motorizzazione, iniziò la produzione automobilistica e fu aperto lo stabilimento di Mirandola in cui si realizzavano carrozzerie per autoveicoli su telai Alfa Romeo, Ansaldo, Lancia Veicoli Industriali, Fiat e Officine Meccaniche. Dopo pochi anni, nel 1931, la produzione si concentrò sulla realizzazione di carrozzerie per veicoli industriali come furgoni, cabine per camion, autocarri e ambulanze, occupando circa 70 operai. Successivamente, furono realizzati i primi autobus, prima con una struttura in legno e poi con tubolari in acciaio.
Vista la qualità delle realizzazioni di Galileo Barbi, anche Enzo Ferrari commissionò un paio di carrozzerie per le sue autovetture Alfa Romeo da competizione. Tuttavia l'affare non andò in porto (forse per il prezzo troppo elevato), quindi Galileo Barbi iniziò a cercare un nuovo acquirente, arrivando fino al vicino mercato di Mantova dove incontrò Tazio Nuvolari che acquistò le carrozzerie dopo avere firmato parecchie cambiali. Dopo alcuni mesi, dopo essere stato ingaggiato per la Mille Miglia, il pilota di Castel d'Ario riuscì a pagare il debito.

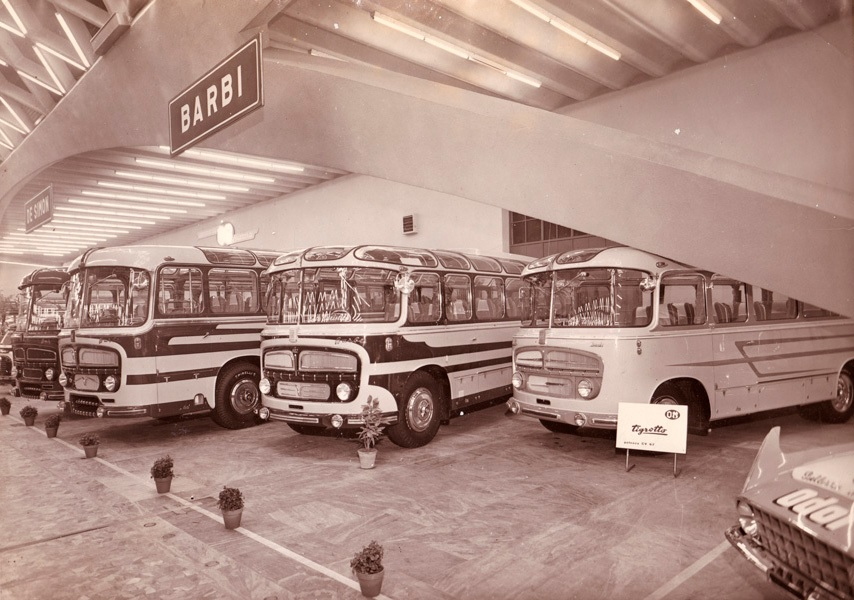
Barbi al Salone dell'Automobile di Torino 1950

Durante la seconda guerra mondiale, la produzione fu temporaneamente riconvertita per le esigenze belliche del Ministero della Marina, mentre nel dopoguerra l'azienda partecipò ad esposizioni e manifestazioni del settore autobus (come la Rosa d'Oro di San Remo), che consentirono di far conoscere il marchio nel mercato italiano.
Nel 1962 morì il fondatore dell'azienda, che passò al figlio Sirner Barbi.
Gli anni 1970 furono caratterizzati da notevoli investimenti: vennero realizzati nuovi modelli, innovativi per l'epoca, come l'autobus a tetto apribile, l'autobus con piano rialzato e l'autobus con piantoni strutturali inclinati. Successivamente furono introdotte innovazioni quali le porte telecomandate, l'isolamento acustico e termico, l'aria condizionata, le poltrone reclinabili, il riscaldamento, la radio e la televisione. I telai utilizzati furono: DAF, FIAT, MAN, Mercedes e Renault.
Negli anni 1980 prese avvio una collaborazione con la Volvo, proseguita fino al 2007.
Alla morte di Sirner Barbi nel 1994, la gestione passò ai fratelli Alberto e Carlo Barbi e la fabbrica fu trasferita nella zona industriale Mirandola, a San Giacomo Roncole. Tra le produzioni più importanti vi furono, sui telai del Volvo B10M e successivamente dove ha riscosso più successo, sul modello B12, i modelli ITALIA 99 ed Echo su meccanica Volvo.
La versione ITALIA 99 ha l'importanza di essere stata disegnata dal progettista italiano Giorgetto Giugiaro.
Negli anni 2000 venne progettato il modello Genesis, dalla cui evoluzione nacque il Galileo nel 2008. Nel 2007 vennero prodotti alcuni prototipi di van per trasporto di cavalli e cabine per funivie. A partire dal 2009 venne commercializzato la nuova versione del Genesis, con motorizzazione Iveco e telaio Irisbus.
Nell'ultimo decennio, dopo la chiusura definitiva della carrozzeria Mauri di Desio,  Carrozzeria Luigi Dalla Via di Schio, carrozzeria De Simon di Osoppo, Cacciamali di Brescia e carrozzeria Padane di Modena, la Carrozzeria Barbi rimase l'ultima grande carrozzeria di autobus italiana.
La società è stata liquidata nel 2018.

## Produzione

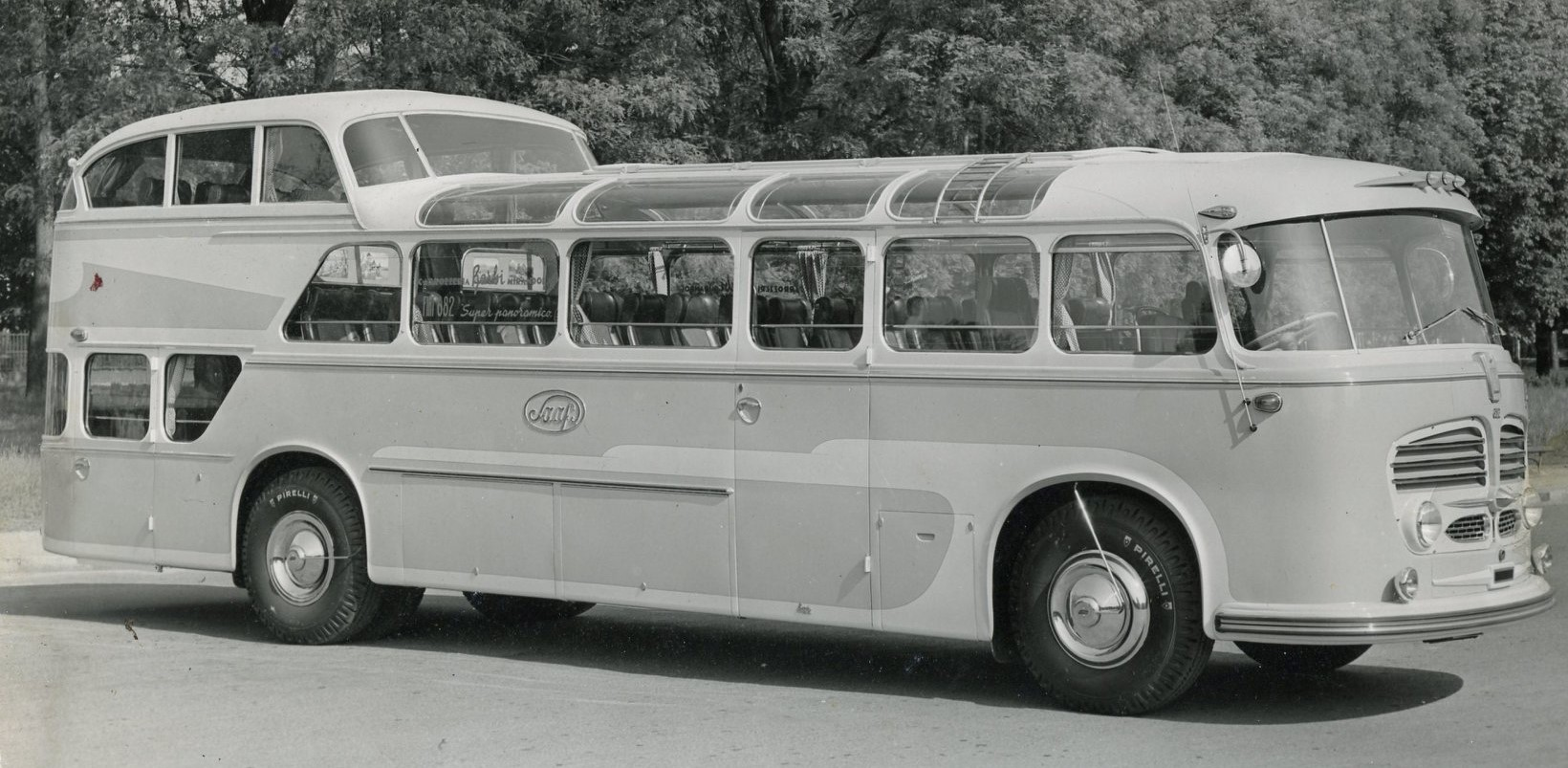
Fiat 682 Superpanoramico

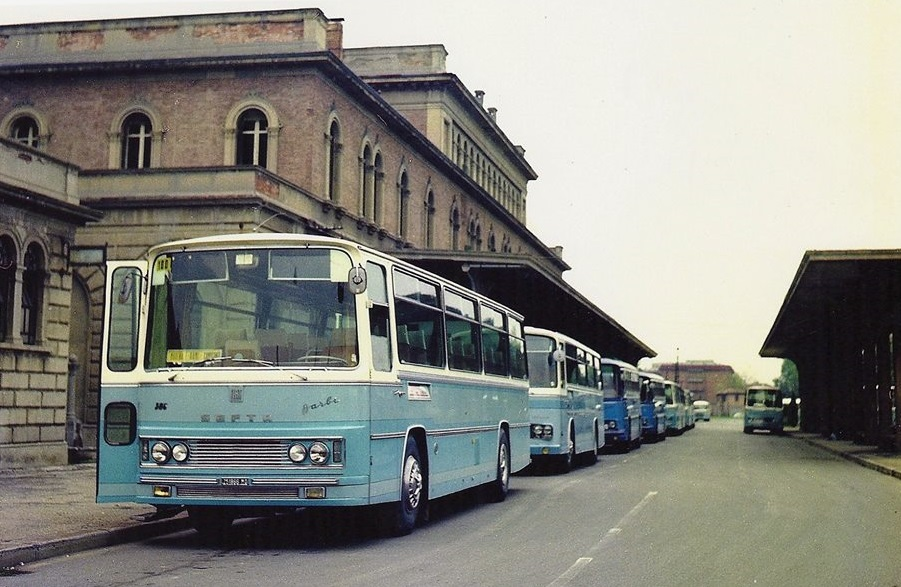
Fiat 306 carrozzato Barbi con la livrea della SEFTA (Modena, anni 1970)

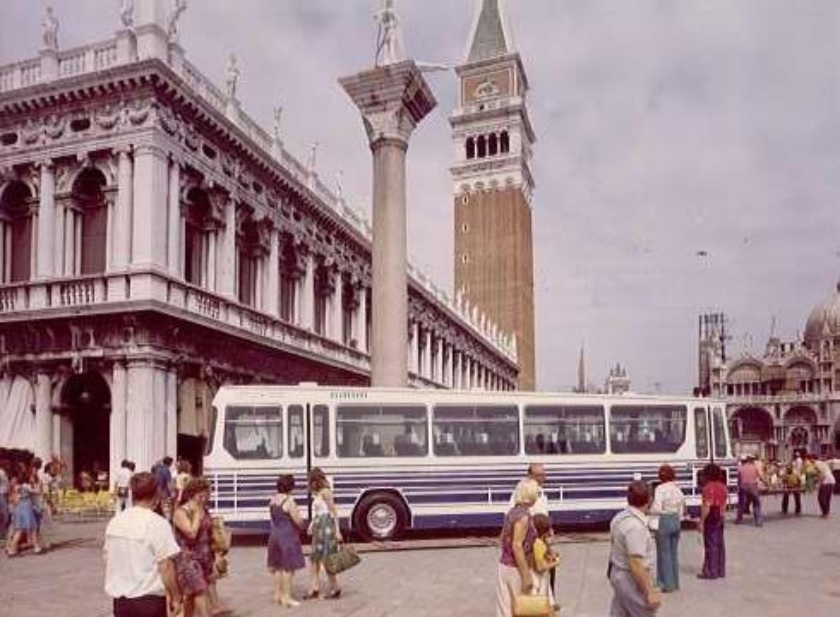
Fiat 343 carrozzato Barbi in esposizione in piazzetta San Marco a Venezia nel 1974

Iveco Fiat 370 carrozzato Barbi, che compare nel film Fratelli d'Italia di Neri Parenti del 1989

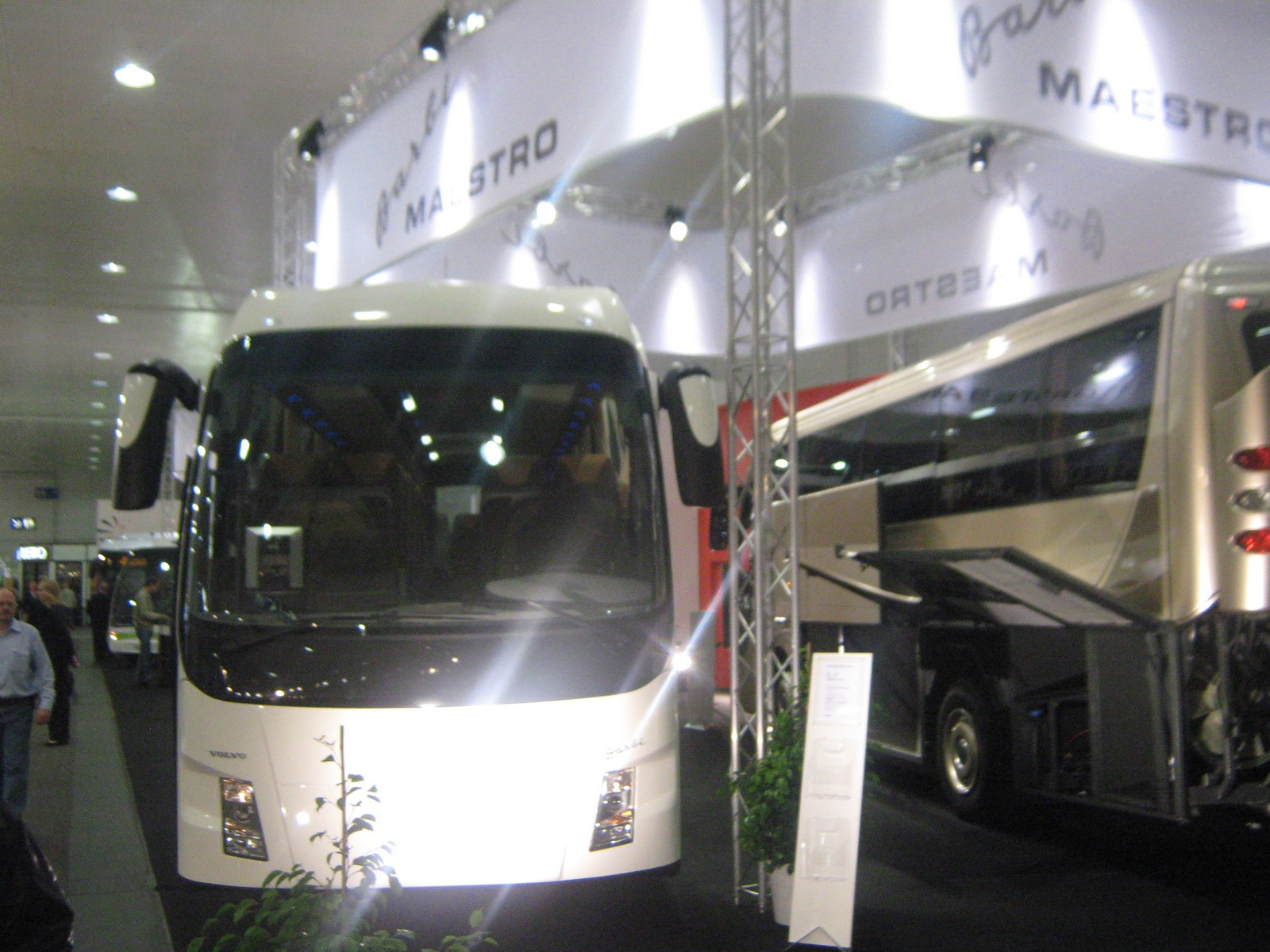
Salone internazionale dell'automobile di Hannover 2010

- Autocarro a carbone di legna (1928)
- Lancia Barbi Artena sport 1932
- Fiat 503 ambulanza
- Fiat 507
- Fiat 514
- Fiat 621 con tetto apribile (1935)
- Fiat 621RN
- Fiat 629
- Fiat 635
- Fiat 642RN
- Fiat 642 RN Panoramico
- Fiat 666
- Fiat 680RN
- Fiat 680 Granturismo
- Fiat 682
- Fiat 682 Superpanoramico
- Fiat 306
- Fiat 306-3
- Barbi Fiat 306
- Fiat 306 I
- Fiat 308 L
- Fiat 309
- Fiat 309-1L
- Fiat 314
- Fiat 343 Mirage
- Fiat 370 Iveco
- Lancia 3 RO
- Lancia ESAGAMMA
- Lancia ESATAU V11
- Alfa Romeo 450
- Alfa Romeo 450A
- Alfa Romeo 902AS
- OM SUPER TAURUS BARBI
- OM Super Orione
- LEONCINO OM
- BARBI 284
- Mercedes 0303 15R
- Volvo B10M C5
- Volvo B10M C2
- Volvo ITALIA 99 1ª edizione
- Volvo 199 B10M
- Volvo B12 ECHO
- Volvo B12 ITALIA 99 - 2ª edizione
- Volvo Genesis
- Volvo Genesis HDH
- Volvo Antares
- Volvo Galileo HD
- Volvo Galileo HDL
- Volvo Galileo HDH

## Nella cultura di massa
Un autobus Fiat Iveco 370 carrozzato Barbi compare nel film Fratelli d'Italia del 1989, nella scena dell'arrivo dei tifosi del Milan all'autogrill.
Un autobus Volvo B12 Italia carrozzato Barbi compare nell'episodio 2 della serie Suburra del 2017, nella scena dell'arrivo presso una manifestazione.